# Lappenstuhl
Lappenstuhl entstand 1952 als Neusiedlung und ist heute ein Ortsteil von Bramsche an der Hase am Teutoburger Wald in Niedersachsen.
Der Name „Lappenstuhl“ leitet sich ab aus der Bezeichnung Graf Lamprechts Richtstuhl. Urkundlich wird er zum ersten Mal 1402 im „Geschichtlichen Ortsverzeichnis des ehemaligen Fürstbistums Osnabrück“ erwähnt. Es war eine Flurbezeichnung für den Ort an dem die Siedlung gegründet wurde.
Die am Ende des Zweiten Weltkrieges eintreffenden Flüchtlinge und Vertriebenen aus den ostdeutschen Gebieten ließen eine Wohnungsnot im Kirchspiel Engter entstehen. Da in den bestehenden Gemeinden Engter, Schleptrup und Kalkriese keine Baugrundstücke zum Verkauf standen, verhandelte man mit dem Grundeigentümer Baron Hugo von Bar über Parzellen im Bereich Lappenstuhl, damals ein Waldgebiet.
Mit Unterstützung des Landtagsabgeordneten Ernst Bettermann (SPD) aus Rieste wurde man sich schließlich einig über den Kauf von 65,94 Hektar. Zu Ehren von Ernst Bettermann wurde später der „Ernst-Bettermann-Platz“ angelegt.
Am 9. April 1952 wurden den ersten Baubewerbern die Parzellen zugewiesen.
Am 4. Dezember 1952 gab es zum ersten Mal Strom in Lappenstuhl.
Am 15. Juni 1958 fand das erste „Siedlerfest“ in Lappenstuhl statt. Es wird bis heute jährlich begangen.

## Politik
Da Lappenstuhl in den Gemarkungen zweier Gemeinden (Engter, Schleptrup) liegt, waren beide Gemeinden auch für die politischen Angelegenheiten der Siedlung zuständig. Am 21. September 1990 beschloss die Siedlungsgemeinschaft Lappenstuhl e.V., einen Antrag auf einen eigenen Ortsrat für Lappenstuhl beim Stadtrat Bramsche zu stellen. Nach langer, hitziger Diskussion entschied der Stadtrat am 14. März 1991, diesem Antrag zuzustimmen.
Am 6. Oktober 1991 wurde der erste Ortsrat Lappenstuhls gewählt.

### Ortsrat
Der Ortsrat, der den Ortsteil Lappenstuhl vertritt, setzt sich aus neun Mitgliedern zusammen. Die Ratsmitglieder werden durch eine Kommunalwahl für jeweils fünf Jahre gewählt. Die aktuelle Amtszeit begann am 1. November 2021 und endet am 31. Oktober 2026.
Bei der Kommunalwahl 2021 ergab sich folgende Sitzverteilung:
| Ortsrat 2021Insgesamt 9 Sitze - SPD: 7 - CDU: 2 |

### Ortsbürgermeisterin
Die Ortsbürgermeisterin ist Annette Marewitz (SPD).

## Das Schulgebäude
Da es in den 1950er Jahren für die schulpflichtigen Kinder Lappenstuhls keine einfache Möglichkeit gab, die Volksschule in Engter zu erreichen, wurde ein eigenes Schulgebäude errichtet. Der Grundstein dafür wurde am 17. Juli 1954 gelegt. Am 8. Januar 1955 konnten dann 33 Kinder erstmals die eigene Schule besuchen.
Im April 1964 wurden die 5. bis 8. Klassen nach Engter verlegt und ein Bus-Liniendienst eingerichtet und. Im Zuge der Schulreform wurde die Schule in Lappenstuhl am 5. März 1973 aufgelöst.
Heute wird das Gebäude als Kindergarten von der Arbeiterwohlfahrt betrieben. Es wurde im Jahr 2003 aufwändig saniert und umgebaut.

## Die Thomaskapelle

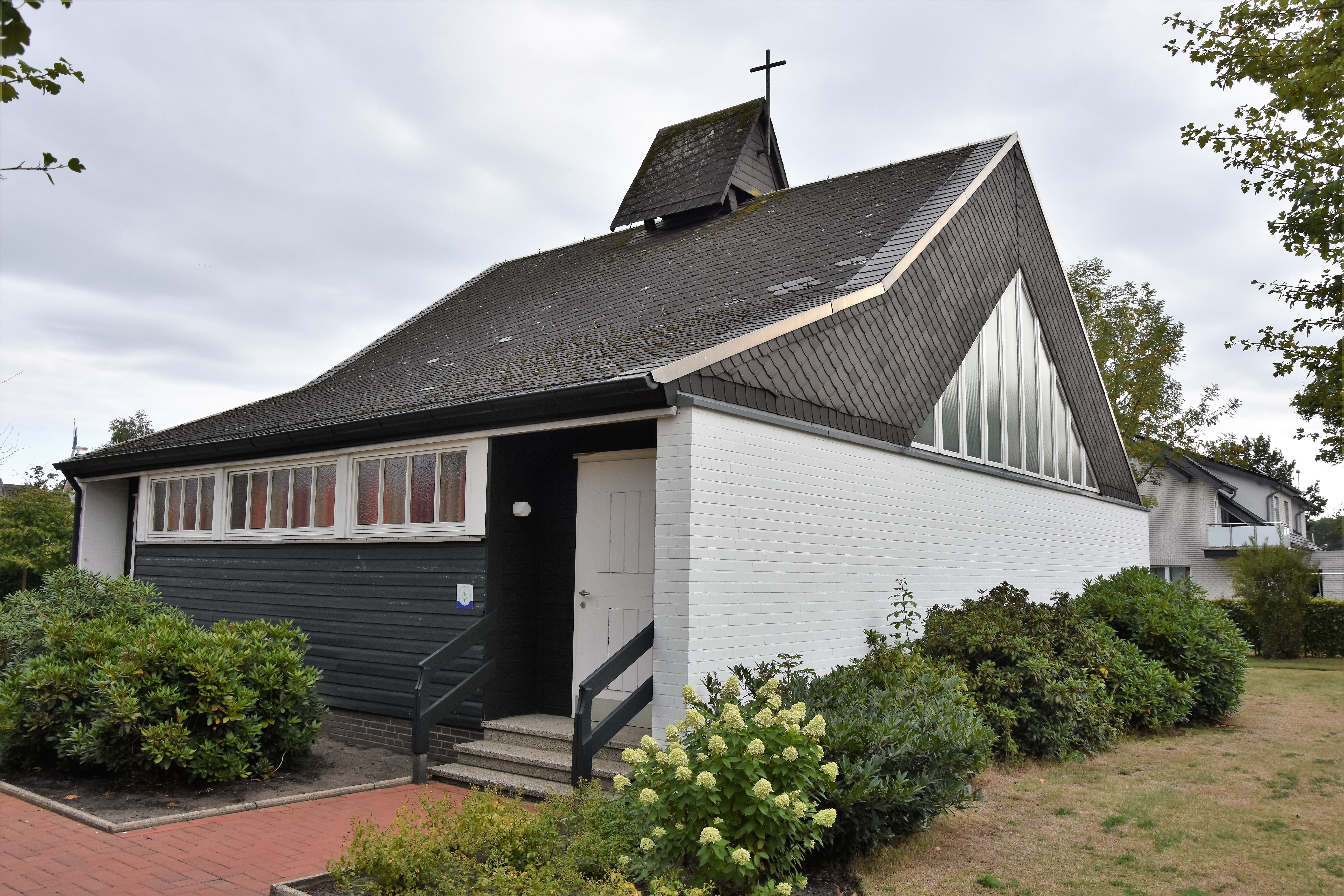
Die Thomaskapelle in Lappenstuhl

Bereits im Bebauungsplan vom 31. Januar 1955 war eine Kirche vorgesehen.
Die Geschichte der Thomaskapelle begann nach dem Zweiten Weltkrieg in Voltlage. Um den dort wohnenden evangelischen Heimatvertriebenen eine kirchliche Betreuung bieten zu können, wurde mit Hilfe einer Spende des amerikanischen Luthertums eine Diasporakapelle gebaut. 1968 waren allerdings die meisten der Vertriebenen wieder abgewandert, so dass die Kapelle nicht mehr benötigt wurde. Daraufhin wurde der Umzug an einen anderen Ort geplant. 1970 wurde schließlich mit dem Abbau begonnen. Bis zum Wiederaufbau wurden die Einzelteile auf dem neuen Grundstück in Lappenstuhl gelagert. Über ein Jahr später am 1. August 1971 wurde die Kapelle erneut geweiht.
Da die Einwohner der Siedlung zwischenzeitlich schon stark daran zweifelten, ob aus dem Haufen Brettern jemals wieder eine Kapelle entstehen würde, wurde sie nach dem ungläubigen Thomas benannt.